# Гагарина (Красноярский край)
Гагарина  — посёлок в Абанском районе Красноярского края России. Входит в состав Петропавловского сельсовета.

## География
Посёлок находится в юго-западной части района, на левом берегу реки Канарайчик (Абан), на расстоянии приблизительно 4 километров (по прямой) к северу от посёлка Абан, административного центра района. Абсолютная высота — 233 метра над уровнем моря.

## Население
| 1989 | 2002 | 2010 |
| ---- | ---- | ---- |
| 134  | ↗151 | ↘142 |

Гендерный состав
По данным Всероссийской переписи населения 2010 года 69 мужчин и 73 женщины из 142 чел.
Национальный состав
Согласно результатам переписи 2002 года, в национальной структуре населения русские составляли 81 % из 151 чел.

## Инфраструктура
В поселке функционирует фельдшерско-акушерский пункт.

## Улицы
Уличная сеть посёлка состоит из 3 улиц (ул. Молодёжная, ул. Национальная и ул. Солнечная).